# Go Graal Blues Band (álbum)
Go Graal Blues Band é um álbum do grupo Go Graal Blues Band, gravado em 1979 com produção de Jaime Fernandes. Neste disco tocam Raúl B. Anjos (bateria), António Ferro (guitarra baixo), João Allain (guitarra), Augusto Mayer (harmónica), João Esteves (guitarra), Paulo Gonzo (vocalista, guitarra) e José Carlos Cordeiro (vocalista).

## Descrição do álbum
Este álbum foi produzido por Jaime Fernandes numa época em que os homens da rádio estendiam a influência aos estúdios por estarem em sintonia com os sons de fora.

## Músicas
- Baby, I Wanna...
- The Last One
- Feel Me In My Blues
- We Remember M.W.
- ...For Ma Babe (Gonzo Pleasure)
- The Fault Is Her Own
- Leonor's
- Stray Dog
- Good Morning Blues